# Peptide natriuretico cerebrale
Il peptide natriuretico cerebrale (BNP dall'inglese Brain natriuretic peptide) è un peptide formato da 32 amminoacidi, secreto dai ventricoli del cuore in risposta ad un eccessivo allungamento delle cellule muscolari del cuore (cardiomiociti). Il rilascio del BNP è modulato da ioni Ca2+. Il BNP è così chiamato perché è stato originariamente identificato in estratti di cervello di suino, anche se negli esseri umani è generato principalmente nei ventricoli cardiaci.
Il BNP è secreto come proormone legato a un frammento N-terminale di 76 aminoacidi chiamato NT-ProBNP (BNPT) che è biologicamente inattivo. Una volta rilasciato, il BNP si lega e attiva i recettori del fattore natriuretico atriale, in una maniera simile al peptide natriuretico atriale (ANP) ma con una affinità inferiore di 10 volte. L'emivita biologica del BNP è due volte più lunga di quella del ANP e quella del NT-ProBNP è ancora più lunga, rendendo questi peptidi migliori rispetto ad ANP per i test diagnostici ematochimici.
Per le emergenze riguardanti pazienti che soffrono di dispnea acuta, una veloce rilevazione dei livelli di BNP nel sangue, unita ad altre informazioni cliniche, può essere di aiuto nel diagnosticare o nell'escludere il verificarsi di un eventuale scompenso cardiaco acuto.

## Biosintesi
Il BNP è biosintetizzato come preproormone di 134 amminoacidi (preproBNP), codificato dal gene umano nppb. La rimozione del peptide segnale N-terminale a 25 residui genera un proormone (proBNP), che viene immagazzinato all'interno delle cellule come glicoproteina O-legata. Il proBNP viene successivamente tagliato tra i residui arginina-102 e serina-103 da una specifica convertasi (probabilmente furina o corina) in NT-proBNP e il peptide biologicamente attivo BNP, che vengono secreti nel sangue in quantità equimolari. La scissione in altri siti produce brevi peptidi con attività biologica sconosciuta. Il processamento del proBNP può essere regolato dalla O-glicosilazione di residui amminoacidici nei pressi dei siti di taglio.

## Effetti dell'ormone
Le azioni fisiologiche del BNP sono simili a quelle del peptide natriuretico atriale e includono la diminuzione della resistenza vascolare sistemica e della pressione venosa centrale, nonché un aumento della natriuresi. L'effetto netto di questi peptidi è una diminuzione della pressione sanguigna dovuta alla diminuzione della resistenza vascolare sistemica. Inoltre, le azioni di entrambi BNP e ANP comportano una diminuzione della gittata cardiaca a causa di una diminuzione complessiva della pressione venosa centrale a seguito della riduzione del volume del sangue che segue alla natriuresi e diuresi.
Poiché le azioni di BNP sono mediate dai recettori ANP, gli effetti fisiologici di BNP sono identici a quelli dell'ANP. 
Il legame tra recettore-agonista provoca una riduzione del riassorbimento renale del sodio, che si traduce in una diminuzione del volume del sangue. Gli effetti secondari possono essere un miglioramento della frazione di eiezione cardiaca e una riduzione della pressione arteriosa sistemica. Anche la lipolisi è aumentata.

### Effetti sui reni
- Dilata l'arteriola glomerulare afferente, restringe l'arteriola glomerulare efferente e rilassa le cellule mesangiali. Ciò aumenta la pressione nei capillari glomerulari, aumentando così la velocità di filtrazione glomerulare (GFR), con conseguente maggior carico di sodio e acqua.

- Aumenta il flusso sanguigno attraverso il vasa recta, con diminuzione di Na+, Cl- e urea dall'interstizio midollare.[5]L'osmolarità inferiore dell'interstizio midollare porta a un minor riassorbimento del fluido tubulare e ad una maggiore escrezione.

- Riduce il riassorbimento di sodio nel tubulo distale distale (interazione con NCC)[6]  e nel dotto di raccolta corticale del nefrone tramite fosforilazione dipendente da guanosina 3 ', 5'-monofosfato ciclico (cGMP) di ENaC.Il suo effetto natriuretico è influenzato dall'attività del recettore D1 della dopamina e della dopamina in vivo[7]

- Inibisce la secrezione renina, inibendo in tal modo il sistema renina-angiotensina-aldosterone.

### Effetti sulla corteccia surrenale
- Riduce la secrezione di aldosterone dalla zona glomerulosa della corteccia surrenale.

### Effetti sui vasi
- Rilassa la muscolatura liscia vascolare in arteriole e venule:
- Elevazione mediata dal recettore della membrana del muscolo liscio vascolare cGMP
- Inibizione degli effetti delle catecolamine
- Promuove il rimodellamento dell'arteria spirale uterina, che è importante per prevenire l'ipertensione indotta dalla gravidanza.[8]

### Effetti sul cuore
- Inibisce l'ipertrofia cardiaca
- I topi privi di NPRA cardiaco sviluppano un aumento della massa cardiaca e una grave fibrosi e muoiono improvvisamente[9].La ri-espressione di NPRA salva il fenotipo.

### Effetti sul tessuto adiposo
- Aumenta il rilascio di acidi grassi liberi dal tessuto adiposo. Le concentrazioni plasmatiche di glicerolo e acidi grassi non esterificati sono aumentate di i.v. infusione di ANP negli esseri umani.
- Attiva i recettori della guanil-ciclasi del tipo A della membrana plasmatica dell'adipocita NPRA
- Aumenta i livelli di cGMP intracellulari che inducono la fosforilazione di una lipasi e di perilipina A sensibili all'ormone attraverso l'attivazione di una proteina chinasi-I cGMP-dipendente (cGK-I)
- Non modula la produzione di cAMP o l'attività di PKA

## Misurazione
BNP e NT-proBNP sono misurati mediante immunodosaggio.

### Interpretazione
L'utilità clinica principale di BNP o NT-proBNP è che un livello normale esclude l'insufficienza cardiaca acuta nell'ambientazione di emergenza. Un BNP elevato o un NT-proBNP non dovrebbe mai essere usato per gestire l'insufficienza cardiaca acuta o cronica nel setting di emergenza a causa della mancanza di specificità. Sia BNP che NT-proBNP possono essere utilizzati anche per lo screening e la prognosi dell'insufficienza cardiaca .BNP e NT-proBNP sono anche tipicamente aumentati nei pazienti con disfunzione ventricolare sinistra, con o senza sintomi (BNP riflette accuratamente lo stato ventricolare attuale, poiché la sua emivita è di 20 minuti, rispetto a 1-2 ore per NT-proBNP).